# ジャンケット
ジャンケットとは
- 牛乳を使ったデザートの一種。en:Junket (dessert)
- カジノホテルが主要顧客をスカウトし接待をするために雇っている世話人。
- 原作：赤木太陽・作画：紅林直による漫画作品。本項で解説。

『ジャンケット』は、原作：赤木太陽・作画：紅林直による日本の漫画作品。 『近代麻雀オリジナル』（竹書房）にて2010年6月号から2011年12月号まで連載された。『近代麻雀』の関連雑誌であるが、麻雀以外の題材を扱っている作品（ただし、後に麻雀も登場する）。
中国・マカオを舞台とし、その周辺のカジノホテルで主要顧客の接待を行う世話人・ジャンケットと呼ばれる職業を生業とする青年とその仕事仲間が顧客相手にギャンブルの駆け引きを描いていく物語。

## 登場人物
葛城ショー
本作の主人公。マカオ在住の日本人ジャンケットで、カジノ全般に長けた勝負師。長髪のオールバックに右目の下の泣き黒子が特徴。
ミリア
ショーに協力するマカオ在住の日本人高級コールガール。
チャン
ショーの相棒でマカオ在住の中国人。眼鏡をかけたスキンヘッドの男。地元関係者との折衝役。

## 書籍
1. ISBN 978-4-8124-7526-3
2. ISBN 978-4-8124-7719-9